# A Közép-afrikai Köztársaság zászlaja
A Közép-afrikai Köztársaság zászlaja a Közép-afrikai Köztársaság egyik nemzeti jelképe.
A zászlót 1958. december 1-jén vezette be Barthélemy Boganda, Oubangui-Chari (egykori francia gyarmat) első elnöke.
A zászló a francia színeket (kék-fehér-vörös) a pán-afrikai színekkel (zöld-sárga-vörös) kombinálja, hogy megmutassa, az európaiaknak és az afrikaiaknak tisztelettel és barátsággal kell közeledniük egymáshoz. A kapocs közöttük az egyformán vörös vérük – ezt jelképezi a zászlón a függőleges vörös sáv, amely egyúttal az összes többi sávot átfogja. A csillag a függetlenség szimbóluma.